# Petrovce nad Laborcom
Petrovce nad Laborcom (Hongaars: Petróc) is een Slowaakse gemeente in de regio Košice, en maakt deel uit van het district Michalovce.
Petrovce nad Laborcom telt 961 inwoners.